# Uropeltis macrolepis
Uropeltis macrolepis là một loài rắn trong họ Uropeltidae. Loài này được Peters mô tả khoa học đầu tiên năm 1862.